# Скарабелло, Луиджи
Луиджи Скарабелло (итал. Luigi Scarabello; 17 июня 1916, Альбьяно-ди-Магра, Тоскана — 2 июля 2007, Неттуно, Лацио) — итальянский футболист и тренер, выступавший на позиции полузащитника. В качестве игрока прежде всего известен по выступлениям за клуб «Дженова 1893», а также национальную сборную Италии.

## Клубная карьера
Во взрослом футболе дебютировал в 1933 году выступлениями за команду клуба «Специя», в которой провёл три сезона, приняв участие в 50 матчах чемпионата и забил 10 голов.
Своей игрой за эту команду привлёк внимание представителей тренерского штаба клуба «Дженова 1893», к составу которого присоединился в 1936 году. Сыграл за генуэзский клуб следующие пять сезонов своей игровой карьеры. Большую часть времени, проведённого в составе «Дженовы», был основным игроком команды.
Завершил профессиональную игровую карьеру в клубе «Таранто», к команде которого присоединился в послевоенный период и выступал на протяжении 1946—1947 годов.

## Выступления за сборную
В 1936 году дебютировал в официальных матчах в составе национальной сборной Италии. В течение карьеры в национальной команде, которая длилась 4 года, провёл в форме главной команды страны только 2 матча.
В составе сборной был участником футбольного турнира на Олимпийских играх 1936 года в Берлине, и получил титул олимпийского чемпиона.

## Карьера тренера
Начал тренерскую карьеру вскоре после завершения карьеры игрока, в 1949 году, возглавив тренерский штаб клуба «Специя». Работал с этой командой до 1950 года, а также в 1952 и 1957 годах.
Умер 2 июля 2007 года на 92-м году жизни в городе Неттуно.

## Титулы и достижения
- Олимпийский чемпион: 1936